# Ommoordse veld
Het Ommoordse veld is een deels stadspark en deels weiland in het noorden van de Rotterdamse wijk Ommoord.
Het Ommoordse veld wordt voornamelijk gebruikt om de recreëren. Zo is er een groot grasveld die voornamelijk gebruikt wordt door bewoners om te sporten zoals voetballen. Tevens is er een netwerk aan voetpaden. Het Ommoordse veld kenmerkt zich voornamelijk door de kunstmatige heuvel naast het grasveld die anno 2020 aan het verzakken is. In het noorden van het Ommoordse veld bevindt zich een kinderboerderij, De Blijde Wei die beheerder is van het weiland in het Ommoordse veld.

## Gebeurtenissen

### Villapark
In 2007 wilde toenmalige PvdA-wethouder Hamit Karakus het Ommoordse Veld deels gebruiken om een villapark op te realiseren. Dit is uiteindelijk na veel protest van omwonenden en natuurorganisaties geannuleerd.

### Jeugdhonk
Halverwege 2009 kwam via het Algemeen Dagblad het bericht naar buiten dat veertig jongeren een burgerinitiatief bij de deelgemeente hadden ingediend voor een hangplek in Ommoord. Deze zou dan op het Ommoordse veld naast het parkeerterrein voor de kinderboerderij gerealiseerd moeten gaan worden. Dit stuitte op verzet van omwonende die bang waren voor overlast. Hierop heeft de deelgemeente verschillen bewonersbijeenkomsten georganiseerd. Uit stukken van de deelgemeente Prins Alexander blijkt dat tijdens deze bijeenkomsten de emoties hoog opliepen. Eén bewoner had zich zo kwaad gemaakt dat hij is overleden ten gevolge van een hartstilstand. De hangplek is in november 2009, ondanks al het protest, toch geopend in de vorm van een jeugdhonk, maar niet naast het parkeerterrein van de kinderboerderij.
Sinds de opening van het jeugdhonk bleek dat het jeugdhonk sporadisch gebruikt werd en dat er regelmatig vandalisme plaats heeft gevonden. De bouw en opening van het jeugdhonk heeft de deelgemeente circa € 50.000 gekost.
Als 'afsluiting' van de vele jongerenoverlast op het Ommoordse veld heeft de deelgemeente in september 2010 een infobord over het veld onthuld. In juni 2011 bleek het infobord vernield te zijn.
In oktober 2011 heeft de rechtbank van Rotterdam beslist dat voor de bouw van jeugdhonk de deelgemeente niet de juiste vergunning had. Hierop moest de deelgemeente van de rechter de overkapping verwijderen. Dit werd in november 2011 uitgevoerd.

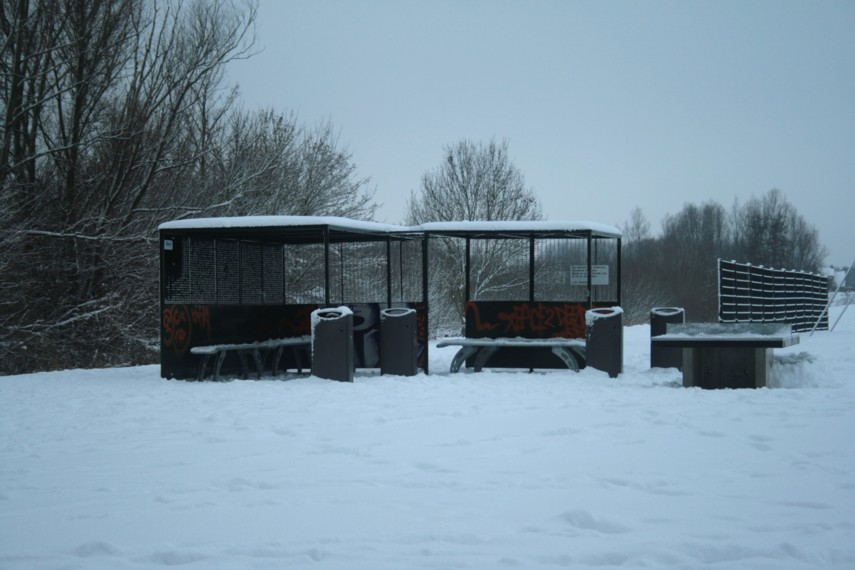
Het jeugdhonk in de winter van 2011
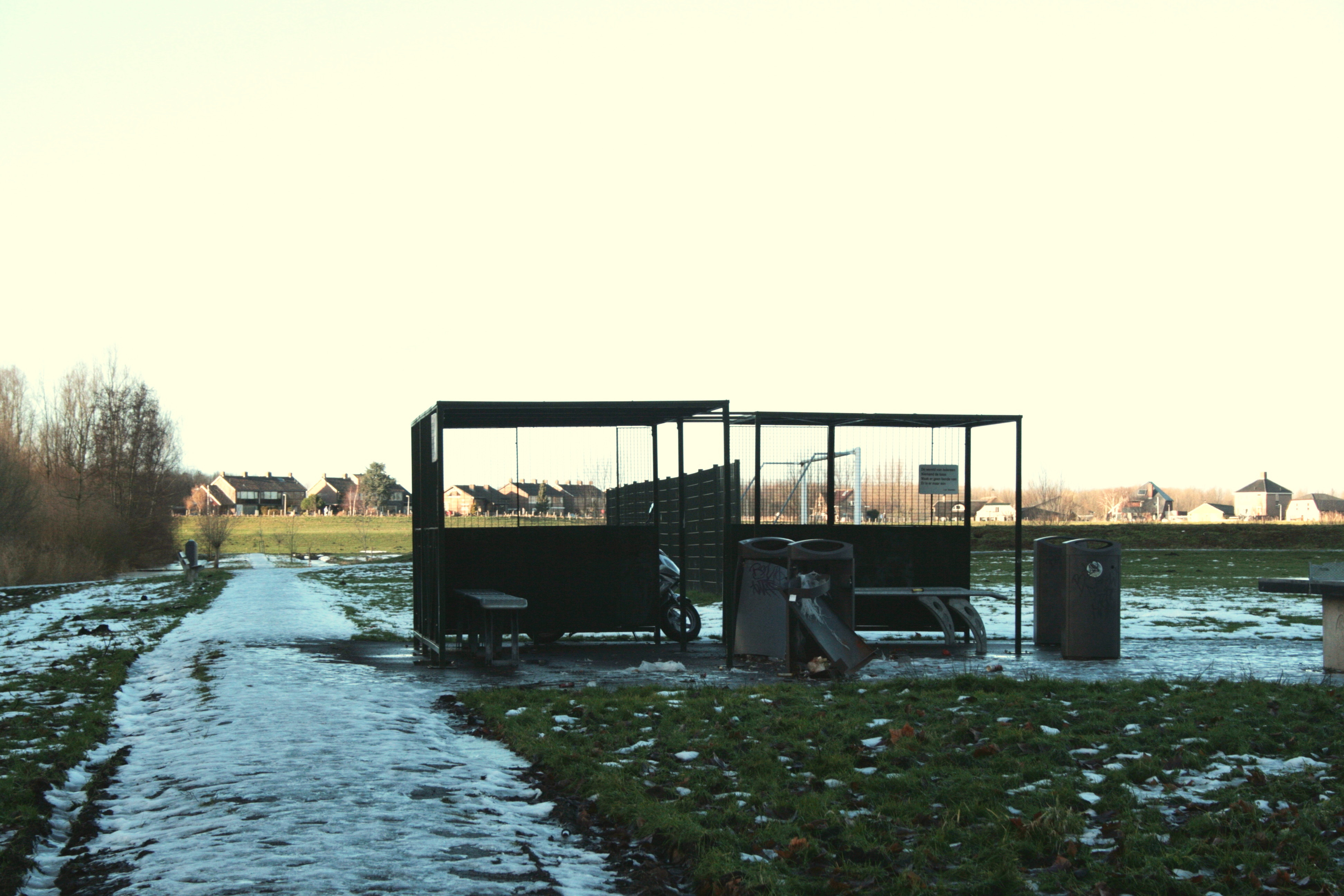
Het jeugdhonk in 2011 met vernielde prullenbakken op de voorgrond
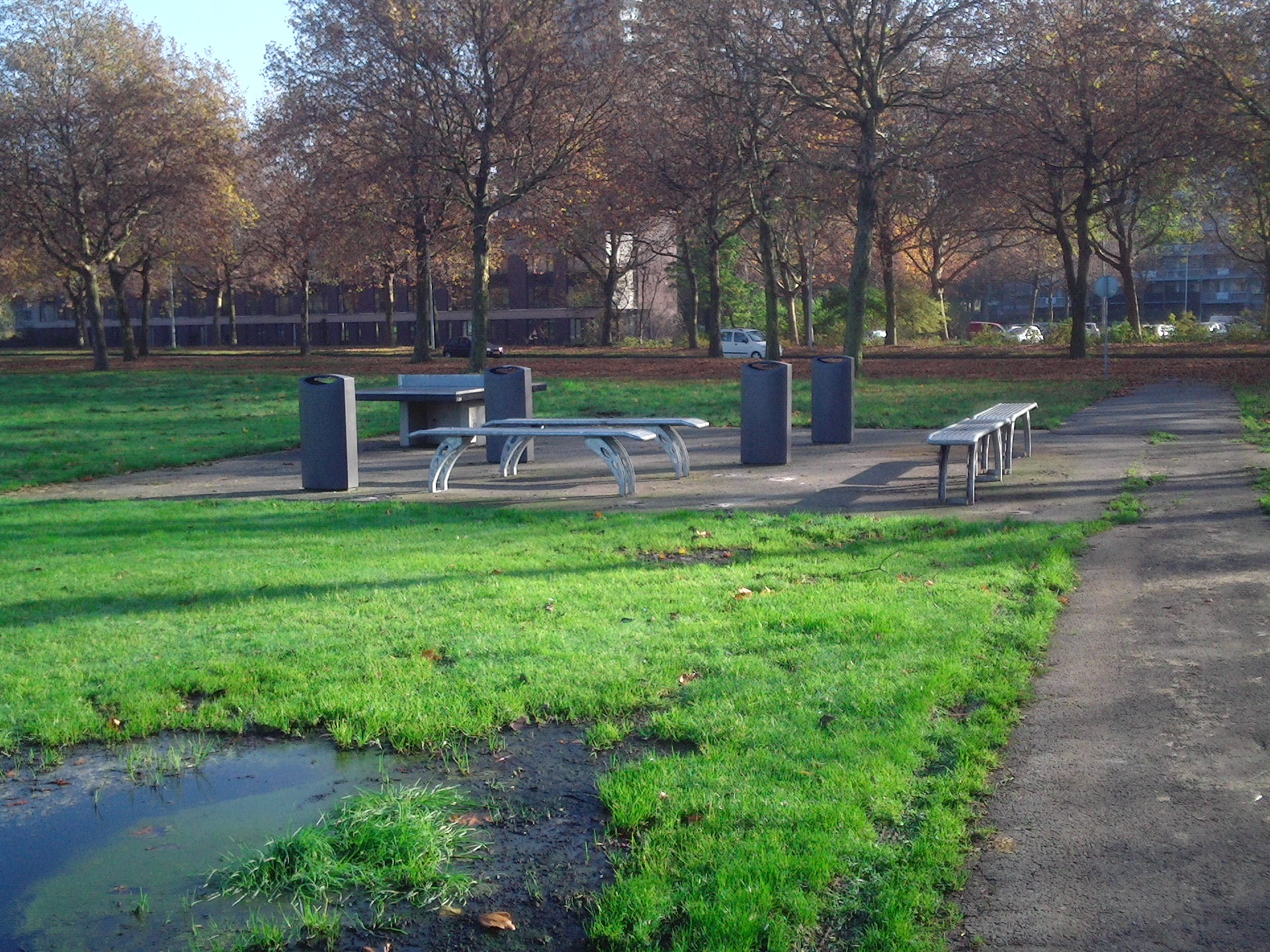
De hangplek in 2011

### Brand kinderboerderij
In 2009 is een van de schuren van de kinderboerderij afgebrand. Hierop werd een 17-jarige aangehouden op verdenking van brandstichting. Bij de brand bleven alle dieren ongedeerd.

### De Kip van Ommoord

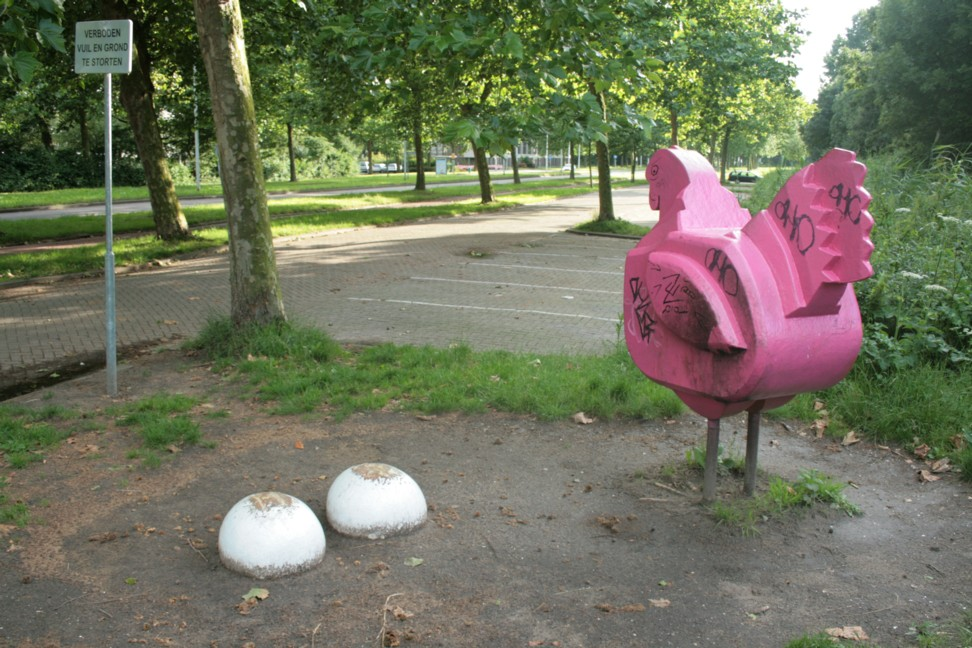
De kip anno 2008
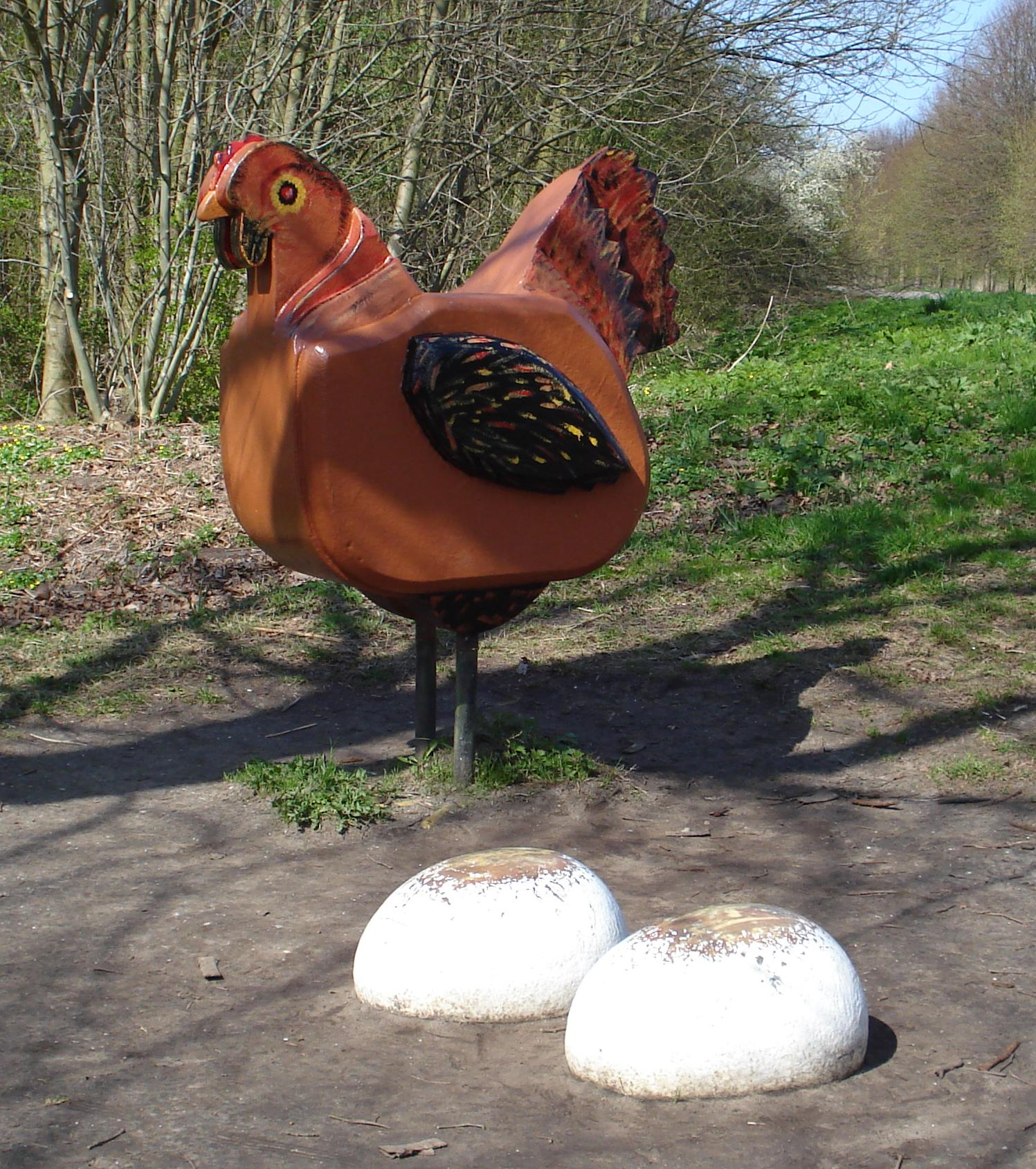
De kip in 2010
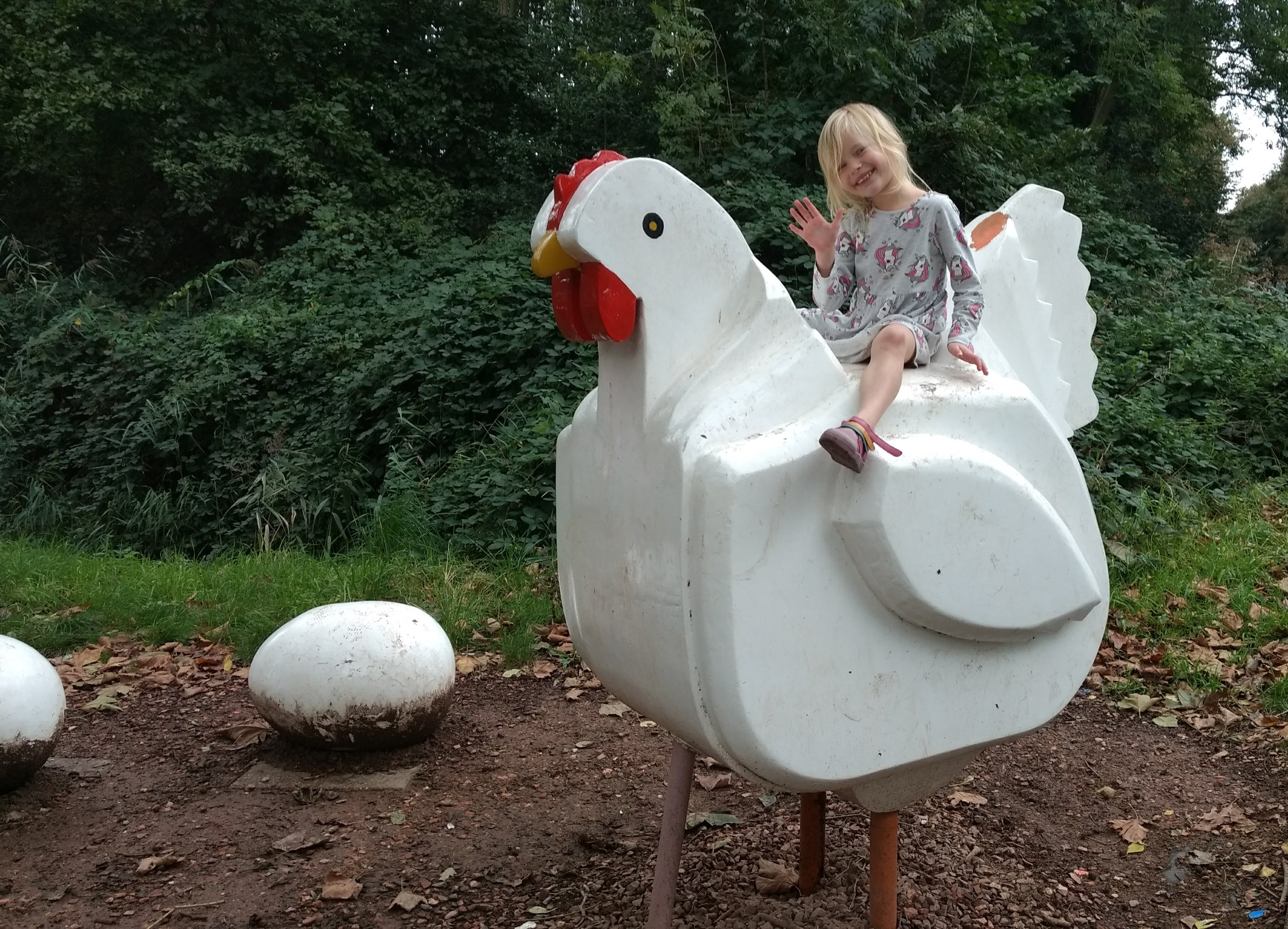
De kip in 2019

Het speel- en kunstwerk "De Kip" was destijs onderdeel van een vrije opdracht voor drie kunstobjecten. Deze objecten moesten ook geschikt zijn als speelobject bij een drietal kinderboerderijen in Rotterdam. Kunstenares Ingrid Kruit (1943) maakte een gans (geplaatst in Europoort), een konijn (Lombardijen) en een kip (Ommoord). "De Kip" is tegenwoordig een landmark geworden binnen de Rotterdamse wijk Ommoord. "De Kip" is gemaakt van houten platen die verlijmd zijn tot een geheel. Ze heeft twee (betonnen) eieren en staat als markering bij de toegangsweg naar kinderboerderij "De Blijde Wei". Het is waarschijnlijk het meest bekende en meest gefotografeerde kunstwerk van Ommoord. Veel kinderen zijn er opgeklommen of door ma, pa, oma of opa opgetild en vervolgens vaak vereeuwigd. 
"De Kip" is in 1983 geplaatst. Oorspronkelijk was zij een echte Barnevelder, bruin met gele poten, een gele snavel en rode lellen en kam. Dit had de kunstenares zo gekozen omdat zij zelf ook Barnevelders had. In de loop der jaren is er ook weleens een ander kleurtje op gekomen, en werd "De Kip" ook vaak beklad. In 2003 zakte "de Kip", door roestvorming, door haar gele metalen poten, maar ze kreeg nieuwe poten. In 2014 haalde de Rotterdamse kunstenaar Tom Waakop Reijers ca. 200 liter opgehoopt water uit haar houten lijf. "De Kip" was toen al door de gemeente Rotterdam overgedragen aan de Ommoordse bewonersstichting De Witte Bollen.
In 2013 werd "De Kip" gerestaureerd. De heronthulling op 5 mei 2014 werd verricht door de Gebiedsvoorzitter van Prins Alexander, de heer Ron Davids. De bewoners van Ommoord zijn nu, vertegenwoordigd in de bewonersstichting De Witte Bollen, de beheerder van "De Kip". In 2015 werd, voor extra veiligheid, een "derde" poot aangebracht, en werd "De Kip" wit geschilderd, na consultatie onder bewoners wat zij de mooiste kleur zouden vinden. Ook zijn toen zo'n 850 kleine mascottes van "De Kip" verkocht ("De Kleine Kip").

## Trivia
- In 2008 is het Ommoordse veld uitgeroepen tot het mooiste stukje groen van de deelgemeente Prins Alexander.

## Afbeeldingen

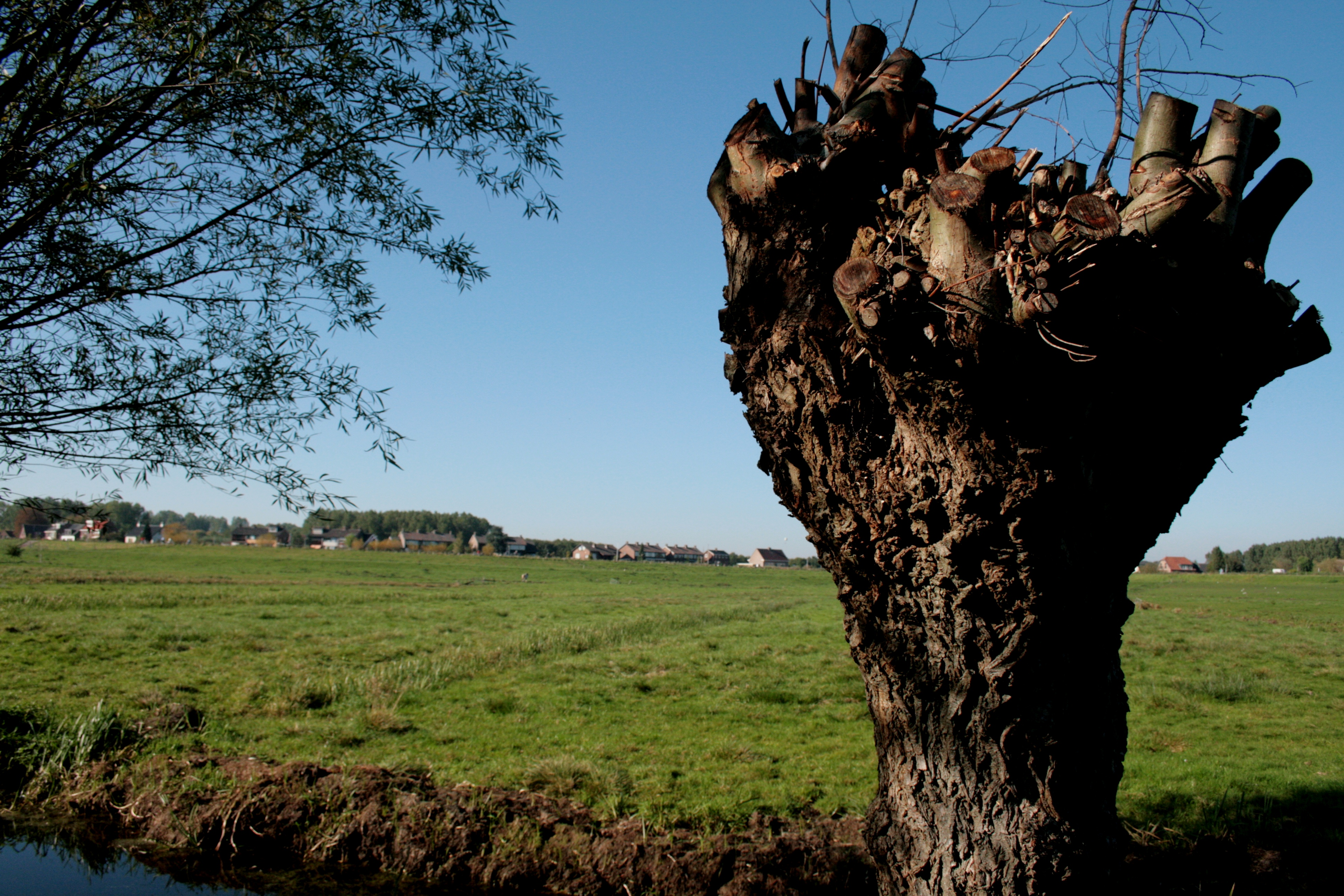
Knotwilg
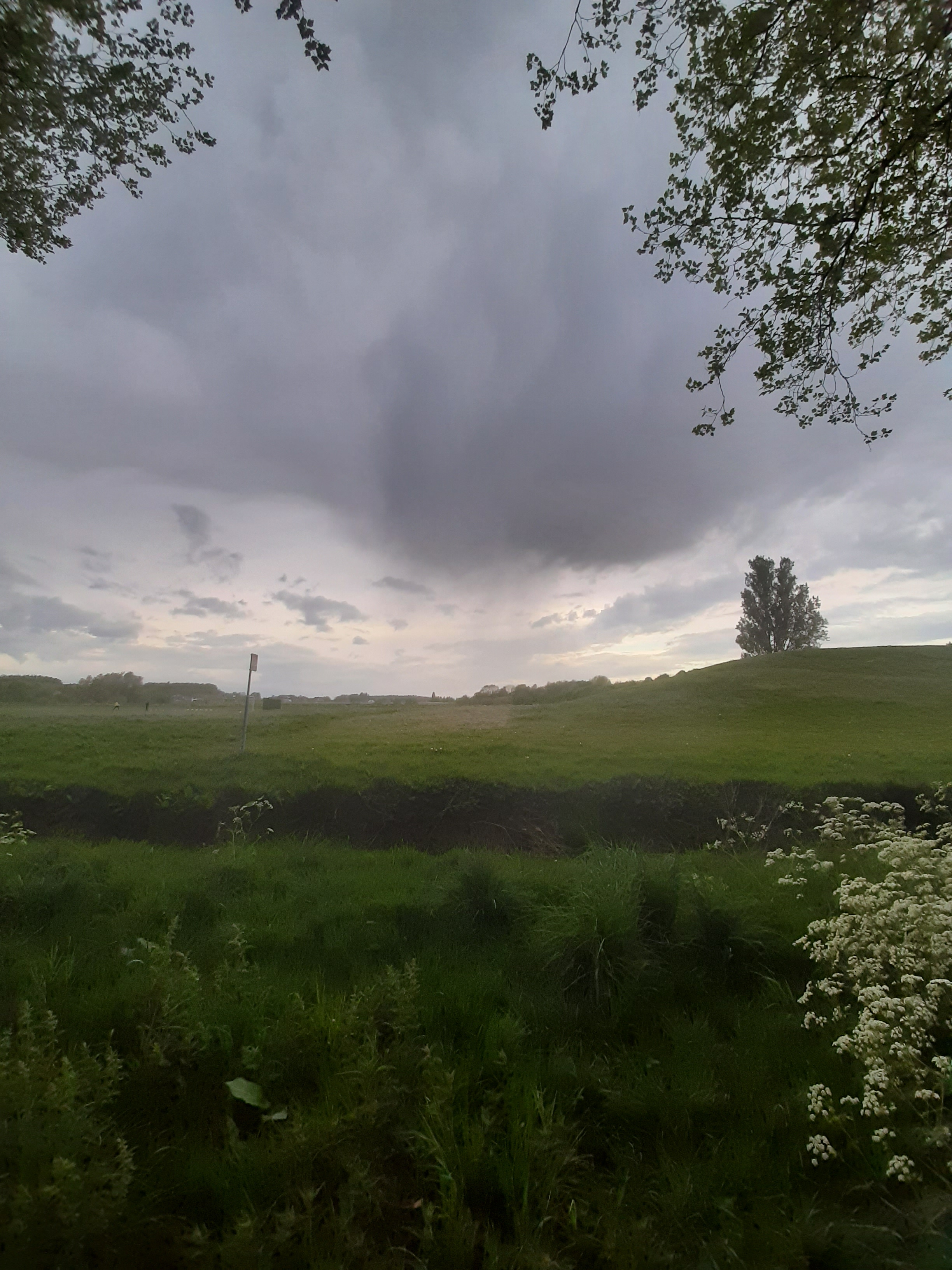
Regenbuik boven het Ommoordse Veld
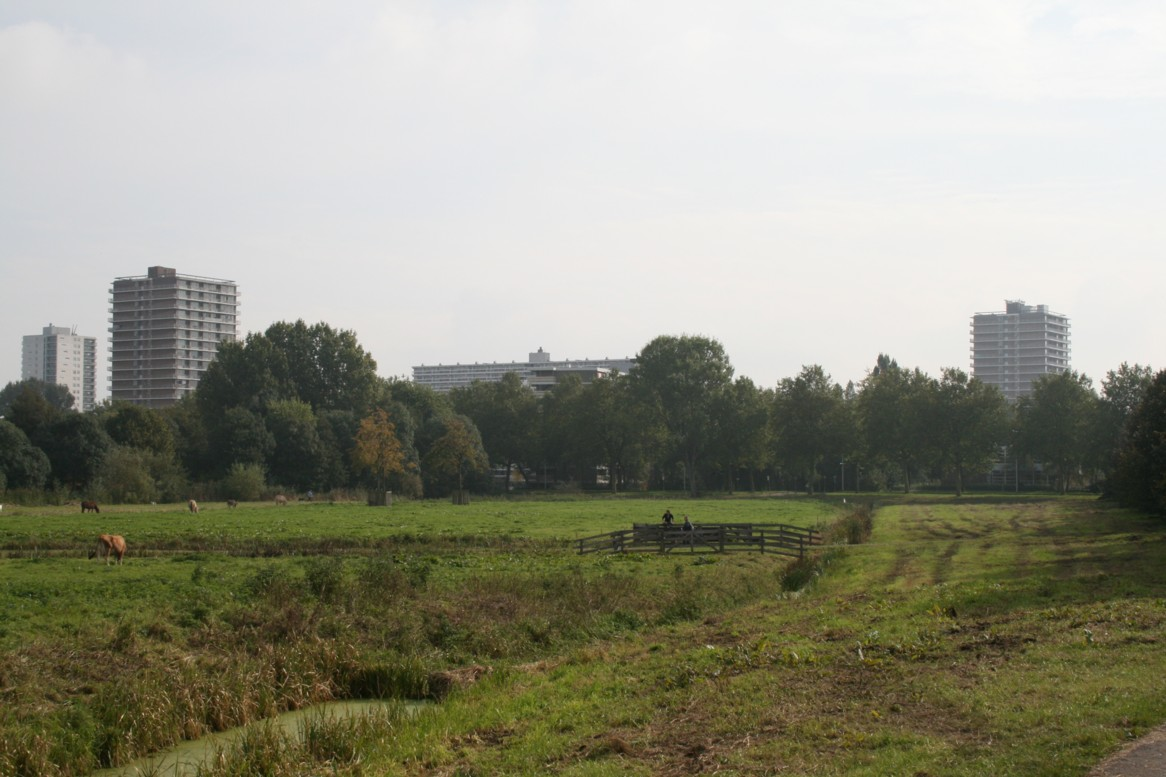
Uitzicht op het veld vanaf de dijk bij rivier de Rotte
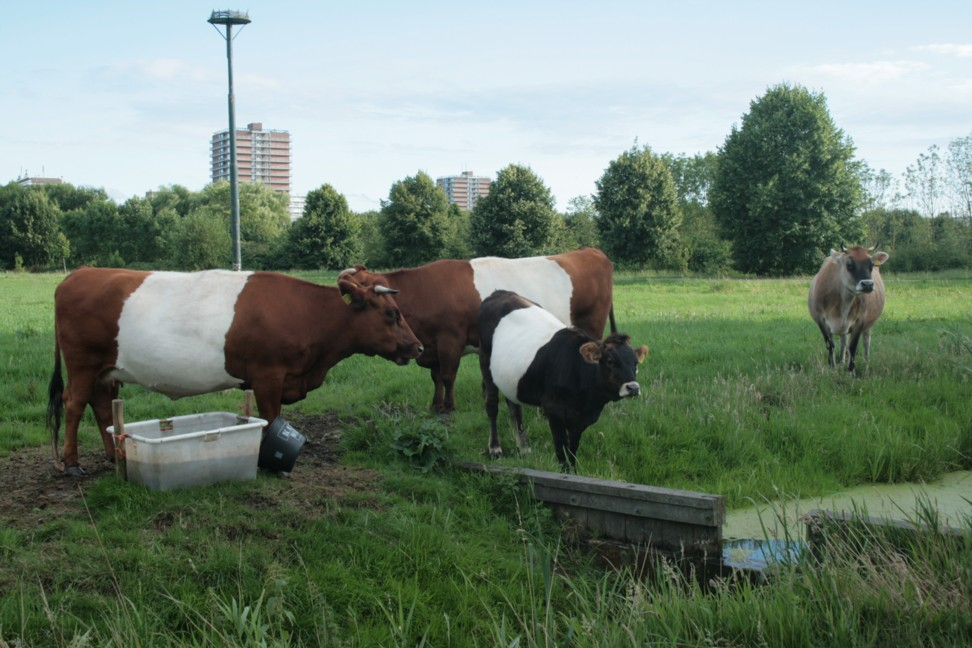
Weiland tegenover kinderboerderij De Blijde Wei
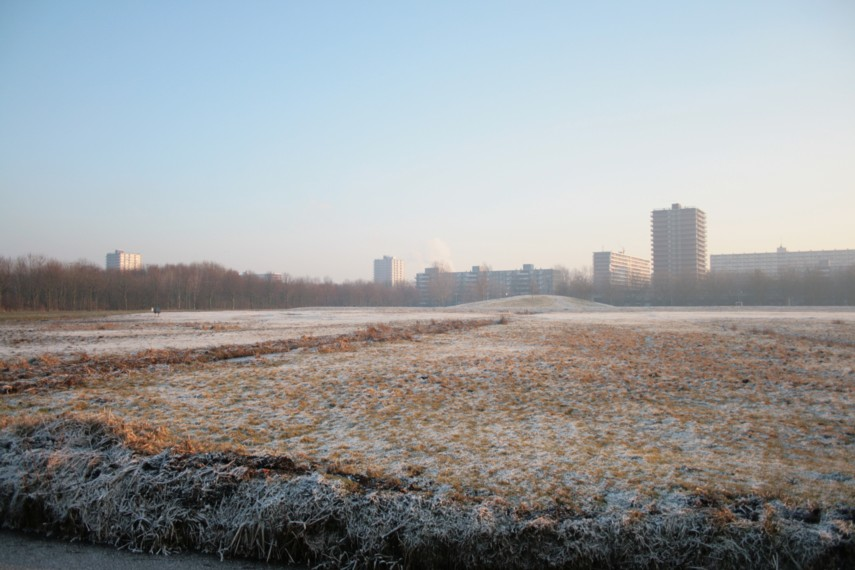
Tijdens de winter van 2009.
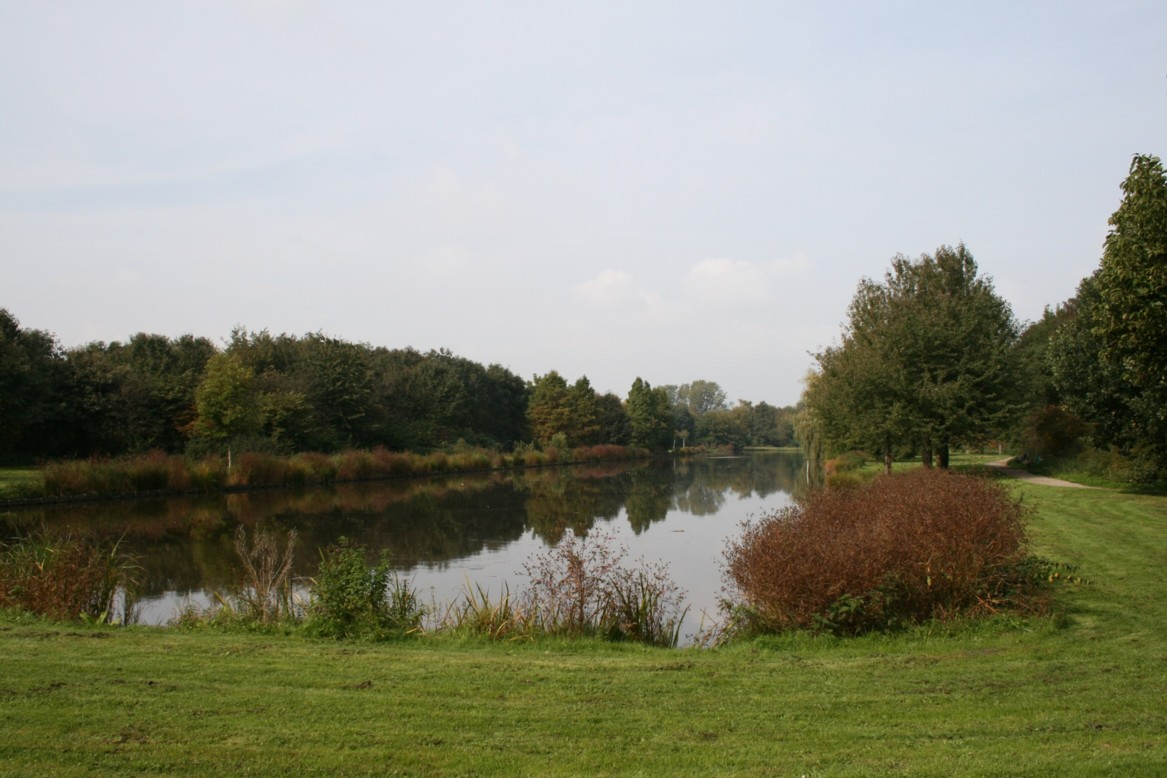
Een vijver scheidt het Ommoordse Veld in tweeën (anno 2007)
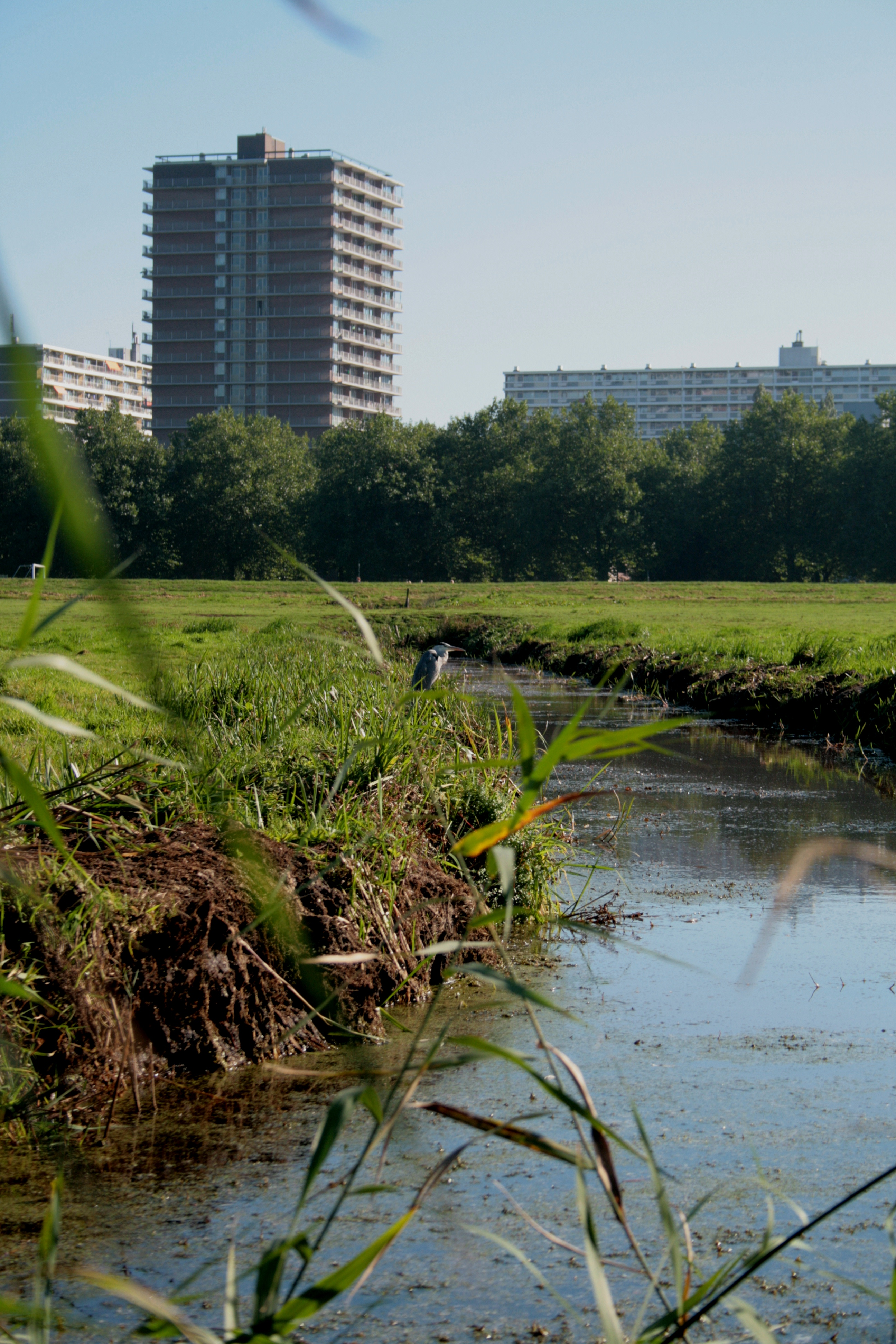
Uitzicht op de Söderblomflat
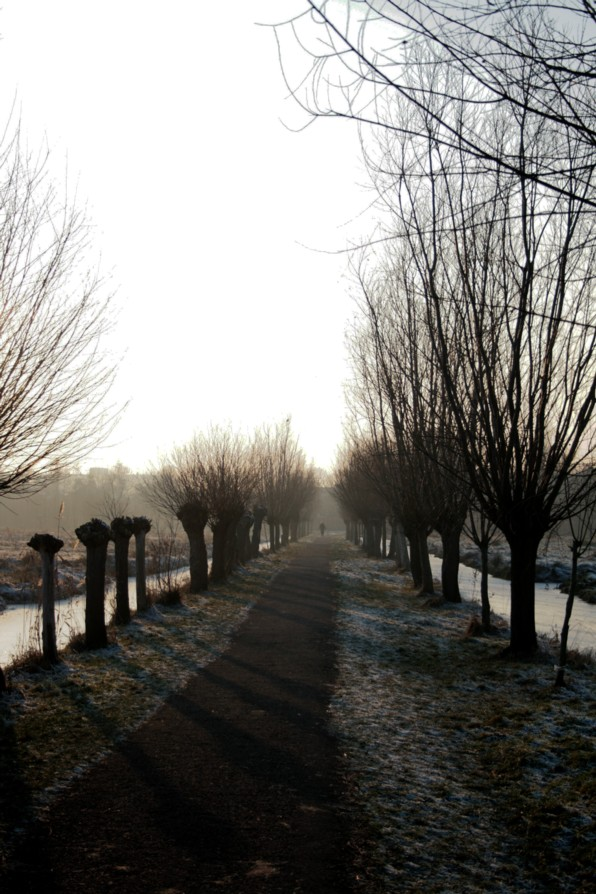
Laan met knotwilgen in 2009
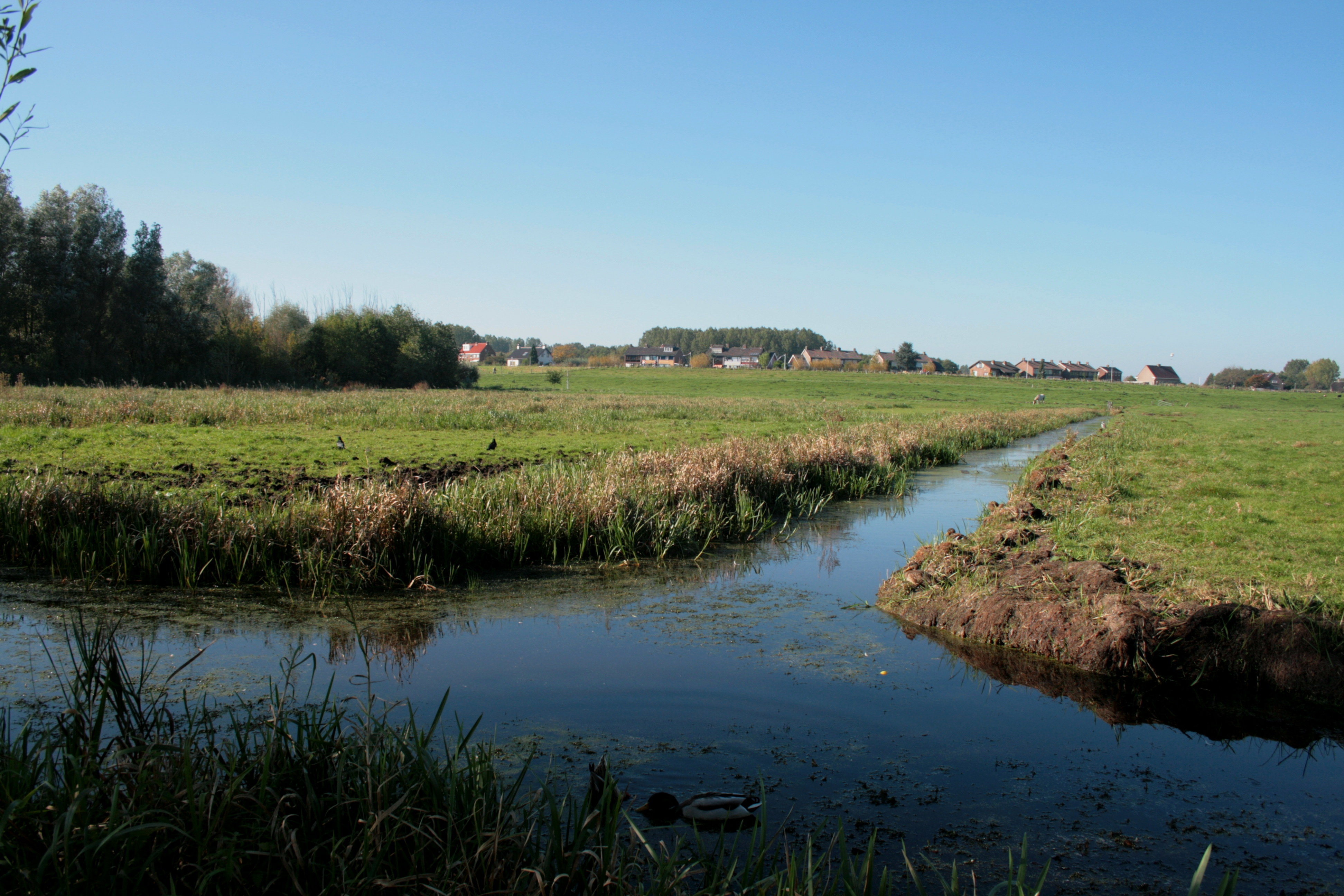
Polderlandschap anno 2010
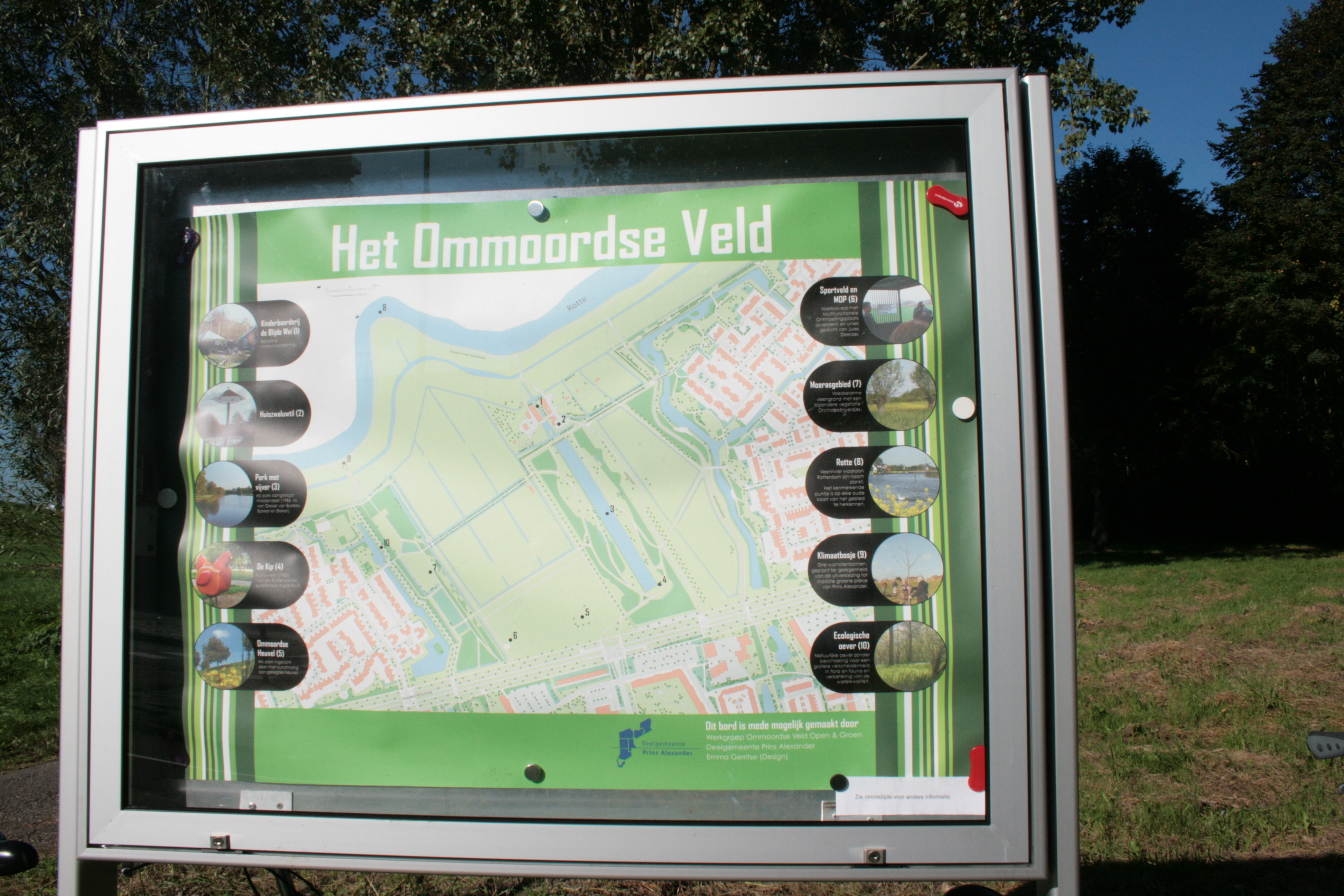
Infobord